# Acanthoscurria bollei
Acanthoscurria bollei là một loài nhện trong họ Theraphosidae.
Loài này thuộc chi Acanthoscurria. Acanthoscurria bollei được Joachim Schmidt miêu tả năm 2005.